# Cladonia evansii
Cladonia evansii är en lavart som beskrevs av Henry des Abbayes. 
Cladonia evansii ingår i släktet Cladonia och familjen Cladoniaceae. Inga underarter finns listade i Catalogue of Life.

## Källor

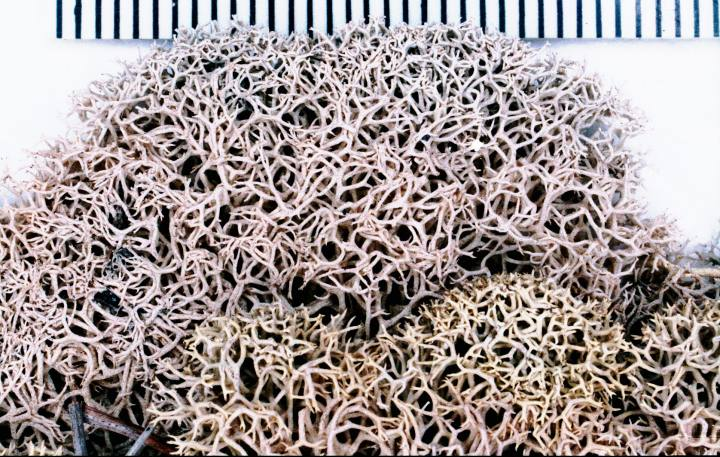
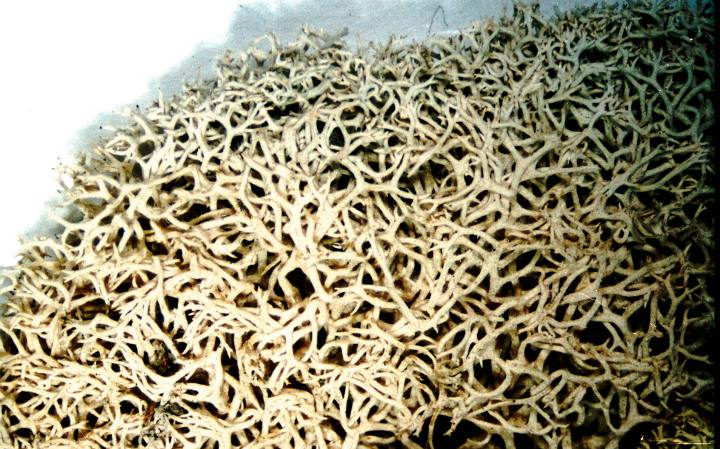
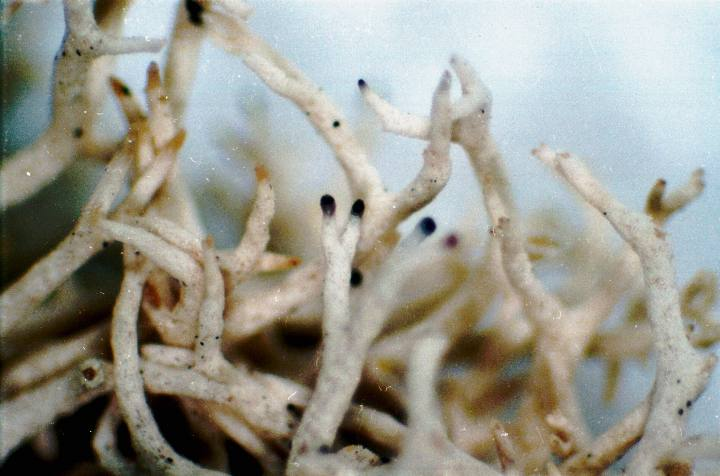
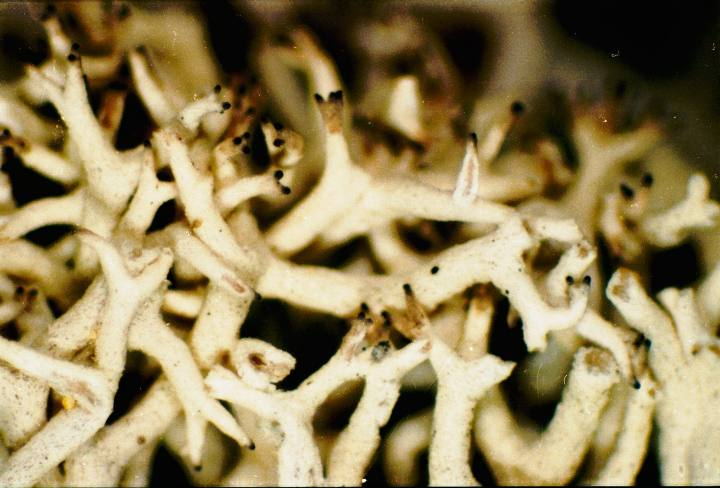
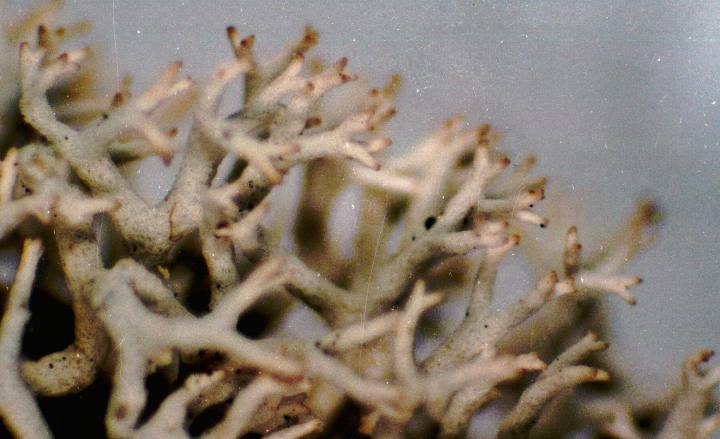
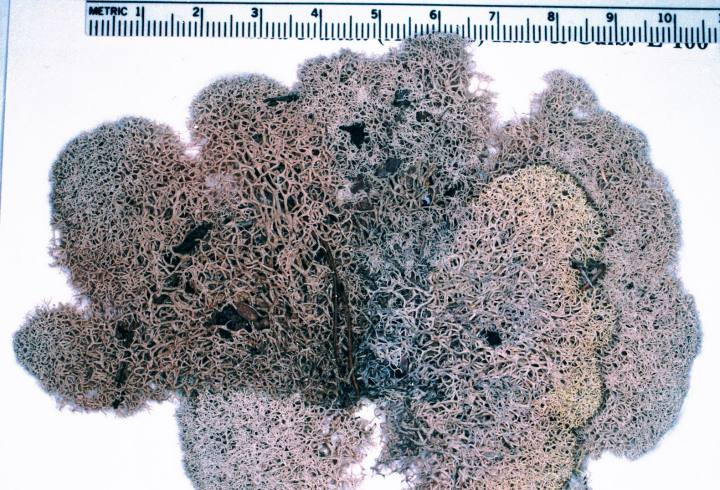